# Hédiard
 (octobre 2013).
Si vous disposez d'ouvrages ou d'articles de référence ou si vous connaissez des sites web de qualité traitant du thème abordé ici, merci de compléter l'article en donnant les références utiles à sa vérifiabilité et en les liant à la section « Notes et références ».
Hédiard est une entreprise d'épicerie de luxe française fondée en 1854. Fermé depuis 2013[réf. nécessaire].

## Historique

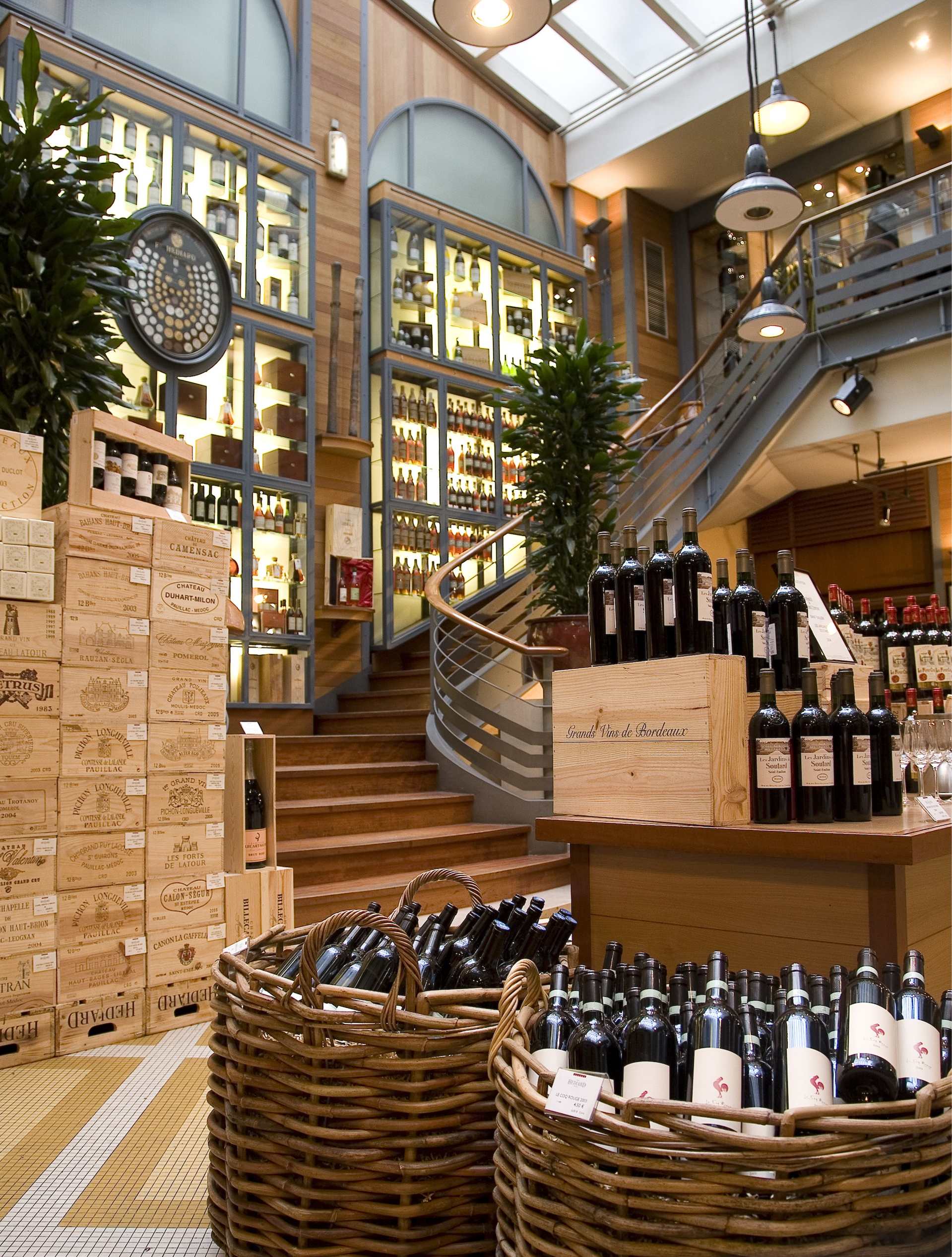
Vue de l'intérieur de la boutique de La Madeleine.

Fils d'artisans bourreliers, Ferdinand Hédiard naît le 9 février 1832 à La Loupe (Eure-et-Loir), une petite ville du Perche en Eure-et-Loir. Aspirant des Compagnons du Devoir en menuiserie, il entame son tour de France à l'âge de treize ans.
Au port du Havre, il voit pour la première fois les cargaisons de fruits exotiques (bananes, mangues…) qui vont inspirer sa vocation. Pour les commercialiser à Paris, il installe pendant un temps une charrette de marchand des quatre-saisons au pied de la statue de Louis XIV, place des Victoires. En poussant sa charrette dans les rues de Paris, il fait goûter ses fruits tropicaux aux passants intrigués et il fidélise une clientèle avant d'installer sa première boutique d'épicier au détail en 1854 rue Notre-Dame-de-Lorette, baptisée « Comptoir d'épices et des colonies », et qui sera à l'origine de sa fortune.
Pour réduire les pertes de marchandise en raison des longs voyages, il négocie des accords avec les producteurs afin que la cueillette soit effectuée lorsque les fruits sont encore verts[réf. nécessaire].    
La politique d'expansion coloniale de la France favorise le développement du comptoir Hédiard qui remporte un grand succès lors de l'Exposition universelle de 1867. Sur cette lancée, en 1880, Ferdinand Hédiard élit domicile au 21, place de la Madeleine, à l’emplacement même de l'actuelle boutique. Le nouveau « Comptoir des colonies et de l'Algérie » est un véritable souk exotique. Au milieu des arômes de thé, de café, de safran et de piments mêlés à ceux d'ananas et de mangues fraîches, des vendeuses en costume antillais accueillent une foule de maharadjahs et de princes arabes.
La marque est présente dans 39 boutiques et 181 corners Hédiard répartis dans 30 pays à travers l’Europe, l’Asie, le Moyen-Orient, l’Amérique du Nord et du Sud et l’Afrique.
Au fil des années, Hédiard devient une référence de la gastronomie de luxe française.

### Changements d’actionnariat
En 1995, les magasins Hédiard sont achetés par le groupe monégasque de Michel Pastor.
En 2007 la maison estimée alors à 30 millions d'euros de chiffre d'affaires, et forte de 220 salariés, est vendue à la société LuxAdvor, dirigée par l'oligarque russe Sergueï Pougatchev,.
En 2011, alors que la société ne représente plus que 19,5 millions d'euros de chiffre d'affaires pour 538 000 euros de pertes, Dylan Thuillier, nommé directeur général en octobre 2010, est remplacé jusqu'en juin 2012 par Alexandre Pougatchev, alors propriétaire du journal France-Soir. 
Face à des rumeurs de plus en plus précises et insistantes de pourparlers de vente avec Sodexo, le groupe présidé par Pierre Bellon, Jean-Paul Barat devient, en octobre 2011, directeur des opérations, le cinquième à prendre la tête de l'entreprise en quatre ans. Il déclare, début décembre 2011 : « À ma connaissance, Hédiard n'est pas à vendre. » Il annonce également la rénovation de la boutique historique de la Madeleine, qui sera fermée de janvier à septembre 2013, la fermeture de certains points de vente et une nouvelle stratégie de vente sur Internet.

### Cessation de paiement et nouvel actionnariat
Le 21 octobre 2013, l'entreprise n'ayant pas réussi à renouer avec les bénéfices se déclare en cessation de paiement. Elle est placée en redressement judiciaire avec poursuite de l'activité. 
Hédiard reçoit diverses propositions dont celle du groupe Do&Co.
En juin 2014, Hédiard devient effectivement la propriété du groupe autrichien Do & Co (de). C'est un groupe dirigé par un homme d'affaires autrichien d'origine turque : Attila Dogudan. Le groupe apporte en 2014: 17 millions pour payer les créanciers, 6 millions pour éponger les pertes de l'exercice en cours et 7 millions pour rénover la boutique de la Madeleine, à Paris.

### Cessation des activités en 2020
Dans un article paru en novembre 2021, le JDD annonce que la marque a « cessé toute activité le 16 septembre 2020 ». Tous les salariés d'Hédiard ont été congédiés à la mi-octobre 2020. Tous sont aux prud'hommes.

## Concurrents
Les principaux concurrents d'Hédiard au niveau mondial sont Fauchon, Dalloyau, Lenôtre, Le Palais des Thés, Dammann Frères, Mariage Frères, Kusmi Tea, TWG, Fortnum & Mason et Harrods.

## Dans la fiction
Une scène du film Absolument fabuleux (2001) se déroule à la sortie du magasin Hédiard, place de la Madeleine.
Une scène du film Un éléphant ça trompe énormément (1976) se déroule aussi à la sortie du magasin Hédiard à la 65e minute.